# 塔吉克族马球
塔吉克族马球是流行于生活在中华人民共和国新疆维吾尔自治区帕米尔高原塔吉克人中的运动项目，塔吉克语中的马球可以被音译为高保孜（挂波齐）或乔干。塔吉克族马球源于波斯马球。塔吉克族马球这一运动曾一度销声匿迹，在2008年，塔吉克族马球被列入国家级非物质文化遗产代表性项目名录。热合曼库力·尕夏是塔吉克族马球的代表性传承人，新疆塔什库尔干塔吉克自治县文化馆作为塔吉克马球的保护单位。

## 记载与历史
一些史料记载着历史上马球流行于新疆及周边地区。十一世纪语言学家麻赫穆德·喀什噶里所撰写的《突厥语大词典》中对马球比赛用球、球杆、界限等器械以及击球等马球术语进行过解析。同样成书于十一世纪由尤素甫·哈斯·哈吉甫撰写的回鹘文著作《福乐智慧》也提到在喀喇汗王朝，要想当好使节，善打马球，高超的箭法、知农桑、善狩猎是必要条件，并且引用夏木苏尔·玛阿尼的《百科知识》中对马球规则的介绍。《宋史·礼志》中也记载了打马球时会演奏龟兹乐、《凉州曲》等。除了史书外，敦煌出土的文献资料《帐前飞·马毬》记载了马球活动的时间、地点、马匹、球杆、比赛场面等详细细节。《秋吟一本》、《张延绶别传》等对马球比赛的规则、马球手所着服饰、马球比赛的技艺也有所记载。新疆境内也有关于马球的出土文物。在吐鲁番地区阿斯塔那古墓群中曾出土一件高37厘米的打马球俑，打马球俑为公元7世纪的泥塑，马球手骑白马，戴有平顶帽，穿圆领外衣及紧身裤，蹬高腰马靴，右手持球杆，呈现挥杆击打的动作。在阿斯塔那古墓群中也出土了一面有女子打马球图案的铜镜。在塔吉克人生活的地方，塔什库尔干塔吉克自治县石头城遗址东面的山脚滩有一处古代马球场，于二十世纪80年代发现。石头城马球场修筑在郊外的空地上且结构清晰，距离县城主要街道有3到4公里的距离。球场长150米，宽从50米到60米不等，马球场由碎石修砌的高1米矮墙作为边界以及以土台为主要场地构成。矮墙作用是当接近边界时，提醒马球手应该减速，或避免因马球手击打过于用力将球打到很远的的地方。
马球的起源观点有吐蕃起源说、波斯起源说以及中原起源说。塔什库尔干流行的马球起源主要为波斯起源说，其流传为由波斯起源经阿拉伯世界传播至吐蕃后，经塔什库尔干一带后进入中原。在今塔什库尔干塔吉克自治县附近的克什米尔地区，巴基斯坦控制的吉尔吉特-巴尔蒂斯坦省中依然流传这这种古老的马球比赛。在塔吉克人信仰伊斯兰教之前，马球的运动就已经在塔什库尔干一带开始流行。在塔什库尔干生活的塔吉克人的关于马球起源的传说中则讲述了在过去的宗教战争中，哈瓦利吉派杀掉了阿里的两个儿子，并让骑兵用棍子把头颅当球打。塔吉克人在信仰伊斯兰教伊斯玛仪派后，马球在塔什库尔干的塔吉克人中不再普遍流行，但也没有完全停止过。后人因为骑马打球好玩且威风，逐渐演变成现在所说的马球。
1897年，英国驻塔什库尔干领事馆的工作人员经常与当地塔吉克牧民进行马球比赛。1932年到1938年间，英国驻喀什代办曾在石头城马球场进行过马球比赛。新疆和平解放后，塔什库尔干于1954年立县。1974年，在县成立20周年的时候举办过一次马球表演赛，这也是中华人民共和国成立后，在2006年恢复马球比赛前举办的唯一一次马球比赛。之后许久，塔吉克人很久没有进行马球比赛。直到二十一世纪初，塔什库尔干塔吉克自治县进行非物质文化遗产普查时，塔吉克族马球被重新挖掘和整理。2006年肉孜节前夕，提孜那甫乡和塔什库尔干乡的塔吉克人重新举办了马球比赛。2008年，由新疆维吾尔自治区塔什库尔干塔吉克自治县申报，塔吉克族马球以马球（塔吉克族马球）的名义被列为第二批国家级非物质文化遗产代表性项目名录。热合曼库力·尕夏是第三批国家级非物质文化遗产项目马球（塔吉克族马球）的代表性传承人。从2009年开始，塔什库尔干塔吉克自治县各乡镇间开始定期举办马球比赛，另外每逢像是肖贡巴哈尔节、肉孜节、春节等传统节日或者婚嫁也会举办马球比赛。石头城马球场因未得到有效的保护，无法承担现代的马球比赛。2010年开始，塔什库尔干塔吉克自治县县政府在提孜那甫乡附近修建了新的马球比赛场地，用以举办各类马球比赛。2019年，喀什地区帕米尔旅游区成为国家5A级景区，马球有了更多的比赛和展示机会。这一年，新疆塔什库尔干塔吉克自治县文化馆作为马球（塔吉克族马球）的保护单位被列入《国家级非物质文化遗产代表性项目保护单位名单》。到了2021年，塔什库尔干塔吉克自治县达布达尔乡等6个乡都拥有了马球队，全县拥有马球爱好者250余人。

### 风险与传承
塔吉克族马球面临很多风险。因为塔吉克人生活方式的变化，例如交通工具的改变以及城市化，使得会骑马的塔吉克人人数在减少，会马球等需要善于骑马的传统活动参与的人数也随之降低，一些年轻人可能仅是在庆典上或是听说过相关的活动。除此之外，马球传承人也面对着老龄化的问题。为了让马球继续流传，除了举办马球比赛等活动外，塔什库尔干塔吉克自治县会举办非物质文化遗产培训班，教授马球技术，讲解历史规则等。

## 器材及基础规则
历史上的马球是由一种灌木的根茎制作而成。根呈现直径超过20厘米的，后被削成直径17厘米左右的圆体。塔吉克人称其为“托合”，这种马球没有弹性，相对结实，不易击坏。另一种马球是用毛毡片、碎布、羊毛线团或干羊粪作为球芯，外部由黄羊皮或牛皮缝制而成。这种马球比托合球大，更具有弹性并且耐打。第二种球是当今使用的标准球。马球杆也分两种，第一种长约1米的棒状球杆，直径大概10厘米，下端较粗，手握处较细。另一种为铲型球杆，长约1.2米，球杆下端呈现“J”字型，手握处较细且圆滑。历史上马球比赛采用滴水计时，赛前用一个带有小洞的木碗盛满水，碗中水滴完比赛结束。因为帕米尔高原海拔较高，比赛中会休息若干次。当今标准比赛时长70分钟，分上下半场进行。马球场场地为平整的草地，草的长度不宜过长。赛场长180米，宽75米，设有中线，赛场中间设有直径8.2米的中圈，中圈圆心为发球点。马球场两侧设有球门标准球场球门宽5米高2米，有时以坑代替球门，一般为直径50厘米，深50厘米的坑。边线宽度10厘米。每次比赛有两支队伍参与，每队6名马球手，分别是1名守门员，2名后卫和3名前锋。双方马球手身着两种颜色队服并佩戴同色头巾，每名马球手需要有自己的编号。马球手所骑的马也需要佩戴相同颜色的表识物。马球比赛以进球数量作为比赛获胜的依据，进球数多的队伍获胜，若比赛期间打平则进行加时赛，若加时赛依旧打平，则以点球决胜负。马球比赛设置3名裁判，包括1名主裁和2名边裁，裁判员也需要骑马进行裁判工作。比赛用马需要没有疾病以及适合马球比赛的马匹。比赛中不准用球杆击打或是用手拽马匹或马球手，也不允许用球杆拦截其他队员前进的方向，一次违规给予劝告，二次违规口头警告，三次违规黄牌警告，第四次违规则会被罚下。